# Shuta Sonoda
Pour les articles homonymes, voir Sonoda.
Shuta Sonoda (其田 秀太, Sonoda Shuta) est un footballeur japonais né le 6 février 1969 dans la préfecture de Nagasaki au Japon.